# Протогалактика

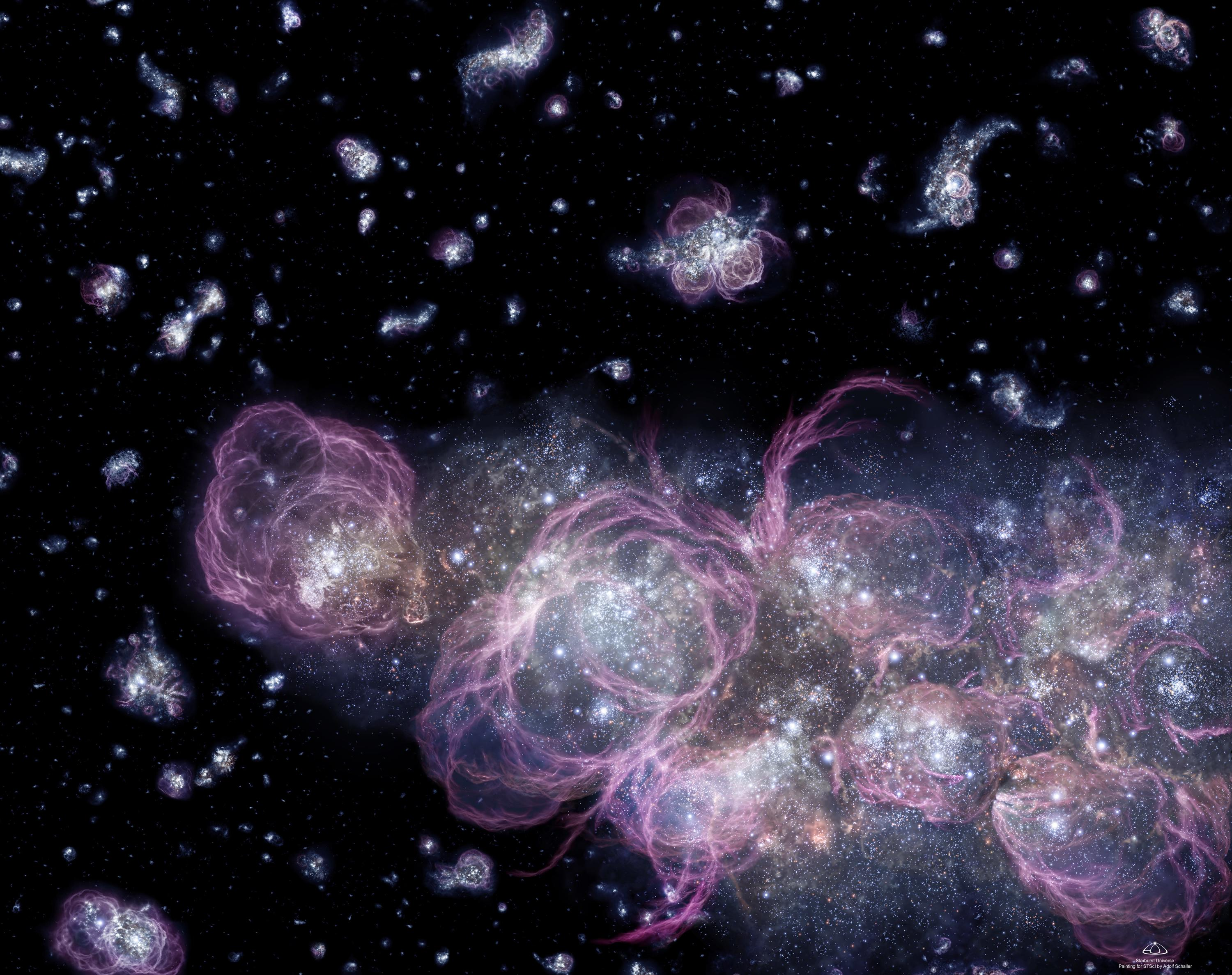
Столкновение протогалактик в молодой Вселенной (через миллиард лет после Большого взрыва). Иллюстрация НАСА

Протогалактика (первобытная галактика; англ. protogalaxy, primeval galaxy): в физической космологии — облако межзвёздного газа на стадии превращения в галактику. Считается, что темпы звездообразования в этот период галактической эволюции определяют спиральную или эллиптическую форму будущей звёздной системы: более медленное формирование звёзд из локальных сгустков межзвёздного газа обычно приводит к возникновению галактики спиральной формы. Термин «протогалактика» используется главным образом при описании ранних фаз развития Вселенной в рамках теории Большого взрыва.

## Образование
Считается, что ранняя Вселенная началась с почти равномерного распределения (каждая частица на равном расстоянии от следующей) материи и тёмной материи. Затем тёмная материя начала собираться в комок под действием гравитационного притяжения из-за начального спектра возмущений плотности, вызванного квантовыми флуктуациями. Это вытекает из принципа неопределённости Гейзенберга, который показывает, что в пустом пространстве могут происходить крошечные временные изменения количества энергии. Пары частица/античастица могут образовываться из этой энергии за счёт эквивалентности массы и энергии, а гравитационное притяжение заставляет другие близлежащие частицы двигаться к ней, нарушая равномерное распределение и создавая центр тяжести, притягивая близлежащие частицы ближе. Когда это происходит при нынешних размерах Вселенной, это незначительно, но положение этих крошечных колебаний, когда Вселенная начала расширяться из одной точки, произвело эффект, усиливавшийся по мере расширения Вселенной, что привело к образованию больших областей повышенной плотности. Под воздействием гравитации этих скоплений тёмной материи близлежащая материя начала падать в более плотную область. Сообщается, что такого рода процесс наблюдался и анализировался Нильссоном и др. в 2006 году. Это привело к образованию газовых облаков, преимущественно водородных, и в этих облаках начали формироваться первые звёзды. Эти облака газа и ранних звёзд, во много раз меньшие, чем наша галактика, были первыми протогалактиками.
Согласно устоявшейся теории, группы небольших протогалактик были притянуты друг к другу гравитацией и столкнулись, что привело к образованию гораздо более крупных «взрослых» галактик, существующих сегодня. Это стало следствием непрерывного процесса иерархической сборки, в ходе которой более крупные тела постоянно формируются в результате слияния более мелких.

## Свойства

### Структура
Поскольку ранее не было звездообразования для создания других элементов, протогалактики должны были почти полностью состоять из водорода и гелия. Водород, за некоторыми исключениями, должен был связываться с образованием молекул H2. Это изменилось бы по мере того, как началось звездообразование и в процессе ядерного синтеза образовалось бы больше элементов.

### Механика
Как только протогалактика начинает формироваться, все частицы, связанные её гравитацией, начинают свободно падать к ней. Время, необходимое для завершения этого свободного падения, может быть аппроксимировано с помощью уравнений свободного падения. Большинство галактик завершили эту стадию свободного падения, чтобы стать стабильными эллиптическими или дисковыми, причём для полного формирования дисковых галактик требуется больше времени.
Формирование скоплений галактик занимает гораздо больше времени и продолжается до сих пор. На этой стадии галактики также приобретают большую часть своего момента импульса. Протогалактика приобретает это из-за гравитационного воздействия соседних плотных скоплений в ранней Вселенной, и чем дальше газ находится от центра, тем большее вращение он получает.

### Светимость
Светимость протогалактик исходит из двух источников. В первую очередь это излучение от ядерного синтеза водорода в гелий в ранних звёздах. Считается, что этот ранний всплеск звездообразования сделал протогалактику сравнимой по яркости с современной галактикой со вспышкой звездообразования или квазаром. 
Другой источник — высвобождение избыточной энергии гравитационной связи. Основная длина волны, ожидаемая от протогалактики, представляет собой разновидность ультрафиолетового излучения, называемого серией Лаймана, которая представляет собой длину волны, излучаемую газообразным водородом, когда он ионизируется излучением звезды.

## Обнаружение
Протогалактики теоретически всё ещё можно увидеть сегодня, поскольку свету из самых дальних уголков Вселенной требуется очень много времени, чтобы достичь Земли, в некоторых местах — достаточно большого, чтобы мы увидели их на стадии, когда они были населены протогалактиками. За последние 30 лет было предпринято много попыток найти протогалактики с помощью телескопов из-за ценности такого открытия для подтверждения того, как формируются галактики, но расстояние, которое должен пройти свет, предположительно испущенный протогалактикой, очень велико. Это, в сочетании с тем фактом, что длина волны серии Лаймана довольно легко поглощается пылью, заставило некоторых учёных предположить, что излучение протогалактик может быть слишком слабым для обнаружения.
В 1996 году объект, похожий на протогалактику, был обнаружен Йи и др. с помощью Канадской сети наблюдательной космологии (CNOC). Объект представлял собой дискообразную галактику с высоким красным смещением и очень высокой светимостью. Позже было выдвинуто предположение, что необычная яркость была вызвана гравитационным линзированием галактического скопления на переднем плане.
В 2006 году К. Нильссон и другие учёные сообщили об обнаружении «капли», испускающей ультрафиолетовое излучение Лаймана. Анализ показал, что это было гигантское облако газообразного водорода, падающего на скопление тёмной материи в ранней Вселенной в процессе образования протогалактики.
В 2007 году Майкл Раух и др., используя оптический комплекс VLT для поиска признаков присутствия межгалактического газа, обнаружили 27 отдельных объектов, испускающих большое количество ультрафиолетового излучения лаймановского типа. Они пришли к выводу, что эти объекты представляют собой примеры протогалактик, существовавших около 11 миллиардов лет назад.